# Sabvai hadjárat (2015. március–augusztus)
A 2015. május–augusztusi sabvai hadjárat Jemen Sabva kormányzóságának felügyeltéért folytatott hadjárat volt a hútik és a Jemeni Hadsereg Ali Abdullah Szálehhez hű része valamint a milicisták és a Jemeni Hadsereg Hádihoz hű része között.

## A hadjárat
2015. március 29-én a harcok központja az olajban gazdag Usaylan régióban volt. Ezek közben a hútik és a szunnita törzsek tagjai közül 38-at megöltek. A törzsi vezetők megerősítették az elesettek számát, de azt mondták, az ő oldalukon csak nyolc ember halt meg, a maradék 30 a hútik vagy  a jemeni hadsereg velük szövetséges részéből került ki. A törzsek tagjai erősítést kaptak a szomszédos  Abán kormányzóságban élő törzsektől is, akik 200 teherautón küldtek nekik fegyvereket. Az összecsapás után a hútik állásait a koalíció repülőgépei lőtték.
Április 1-jén egy nagyobb katonai bázison volt összecsapás, ahol 15 húti és őket támogató, illetve 20 törzstag vesztette életét.
Április 6-án olyan hírek érkeztek, melyek szerint a hútik a környékbeli törzsekkel tárgyalásokat folytattak, hogy békésen átvonulhassanak Atakba, a kormányzóság központjába. Aznap máshol folyt harcokban két húti vesztette életét, míg további nyolc egy légicsapásban halt meg. Két nappal később egy másik összecsapásban 10 hútit, három velük szövetséges katonát és három törzstagot öltek meg.
Április 9-én, miután a htik megszerezték a városban a kormány és a rendőrség több állását, légi támadás érte a hútik által ellenőrzött Muhra bázist Atak mellett. Rövidesen több száz törzstag fegyverkezett fel, hogy megvédje Atakot a húsziktól. A hútik által elfoglalt városrészben azonban még mindig a helyi törzsek és a biztonsági erők helyi tagjai tartották fenn a rendet.
Április 10-én Bayhan régióban az al-Káida arab-félszigeti részlegének egyik tagja egy autóba rejtett pokolgépet robbantott fel, amivel 25 húti harcossal végzett. Ahogy ez a szomszédos Abján kormányzóságban is megtörtént, itt is az al-Káida részlegei Hádi pártján, a hútik ellen harcoltak.
Április 13-án Belhaf térségében a Hádi-párti katonák megszereztek két olyan katonao támaszpontot is, melyek azelőtt az olajmezőket felügyelőké voltak. 15, az állomáson tartózkodó katona meghalt.
Április 19-én a kormányzóságban folyt harcokban hét hútit megöltek.
Május 25-én Atakban 17 hútit és 11 törzsi harcost megöltek az Atakban folyt harcok alatt.
Május végén, miután a térségben több törzs is átpártolt hozzájuk, a hútik elfoglalták Saeed városát.
Augusztus 11-én, miután a Hádi-vezette erők visszafoglalták Áden, Lahidzs, Dáli és Abján kormányzóságokat, támadást indítottak Sabva, az utolsó olyan déli kormányzóság ellen, ahol még jelen voltak a hútik.
Miután augusztus 15-én a hútik és szövetségeseik kivonultak a körzetből, a Hádi-párti seregek visszafoglalták Sabva kormányzóság teljes területét, beleértve Atakot is. On 15 August, Pro-Hadi forces regained control of the entire Shabwah Governorate, including the city of Ataq, after Houthi forces and their allies withdrew from the region.